# Природничий музей Пеггі Нотберт
Природничий музей Пеггі Нотберт (англ. Peggy Notebaert Nature Museum) — музей, що розташований у Чикаго, штат Іллінойс, США. Музей, заснований 1857 року Чиказькою академією наук. Музей фокусується на природознавстві Чиказького регіону, освіті дітей та дорослих і відомий будинком живих метеликів.

## Музейний фонд
Експонати музею включають експозиції про екологічну історію штату Іллінойс, будинок живих метеликів та демонстрацію зеленого будинку. Будинок метеликів налічує понад 200 видів місцевих та екзотичних метеликів. Одним з поточних наукових зусиль музею є вивчення, догляд та розмноження місцевих видів метеликів для підтримки видового населення у Чиказькому регіоні. Музей також пропонує понад 100 навчальних програм у галузі природничих наук для дорослих та дітей.